# エンマ・マッローネ
エンマヌエラ・マッローネ（イタリア語: Emmanuela Marrone、1984年5月25日 - ）、芸名エンマあるいはエンマ・マッローネ（Emma Marrone）は、イタリアのポップ/ロック歌手である。
複数のバンドでの活動経験を経て、2010年3月にイタリアのタレント番組「アミチ・ディ・マリア・デ・フィリッピ」で優勝を果たし、ユニバーサルミュージックと契約を結ぶ。2012年2月18日、サンレモ音楽祭にて「Non è l'inferno」を歌い優勝を果たす。その後2013年までに1枚のEP、3枚のアルバムと15枚のシングルを発売し、2作品がマルチ・プラチナ盤、14作品がプラチナ盤、2作品がゴールド盤に認定される。
2012年からはギターを演奏する姿も見せるようになった。2013年、アミチ・ディ・マリア・デ・フィリッピの芸術監督に選出された。2014年5月にデンマークのコペンハーゲンで開催されるユーロビジョン・ソング・コンテスト2014のイタリア代表を務め、「La mia città」を歌う。

## 来歴

### 出生、「Karadreon」、「H2O」でのバンド活動
フィレンツェにて生まれ、セスト・フィオレンティーノにて幼少期を過ごし、その後4歳のときに両親の出身地であるレッチェ県のアラデーオに移住する。アラデーオにてバンド「Karadreon」のギタリストとして活動する父親に影響され、音楽祭などで歌を歌うようになる。そして父親とともにバンド「Karadreon」および「H2O」の一員として活動するようになった。両バンドではイタリアや外国の楽曲のカバー曲を歌っていた。高校卒業後、3年間に渡って卸売業の営業職を務める。

### 「Lucky Star」、「Mjur」、「Anonimo Soul」での経験
2003年にタレント番組「ポップスターズ」のイタリア版に挑戦して優勝、プロとしての道を歩み始める。同番組で2位および3位であったラウラ・ピース（Laura Pisu）およびコロンバ・パーネ（Colomba Pane）と共にバンドラッキー・スター（Lucky Star）を結成、ユニバーサルミュージックよりシングル「Stile」が発売される。2006年にはアニメ番組『W.I.T.C.H』のサウンドトラック、およびダンス・ポップのアルバム『LS3』が発売される。その後バンドは解散となった。
2007年にマッローネはM.J.U.R.というオルタナティヴ・ロックのバンドを結成する。グループはドラクマ・レコーズ（Dracma Recordsと契約を結び、2007年の8月から9月にかけてレコーディングを行い翌2008年の1月にアルバム『Mjur』の発売に至る。2007年から2009年にかけて、おじとともにAnonimo Soulというバンドに加わり、ファンク・ソウルの楽曲作りに携わる。また、父親のバンド「H2O」では2009年まで活動を共にする。

### タレント番組「アミチ」での優勝、ソロ・デビュー作『Oltre』発表
2009年、テレビ局カナーレ5のタレント番組「アミチ・ディ・マリア・デ・フィリッピ」に挑戦し、優勝を果たす。2010年3月、ユニバーサルミュージックからソロとして初のEP盤『Oltre』が発売され、イタリア音楽産業協会のアルバム・ヒットチャートにて2週連続の首位となる。同じ週に初のシングル盤「Calore」も発売され、ヒットチャートにて2週連続の首位を記録し、後にプラチナ盤に認定される。EP『Oltre』はトリプル・プラチナ盤に認定され、2010年のイタリアでのアルバムの売上げ枚数で2位となった。また、このアルバムはスイスではヒットチャートで最高85位を記録した
2010年5月28日、ウィンド・ミュージック・アワードに参加し、マルチ・プラチナ・アルバムとなった『Oltre』はジャンナ・ナンニーニにより受賞作品に選出された。6月より「Ahi ce sta passu tour」と題するツアー・コンサートを実施、バンドを引き連れてイタリア各地を回った。ツアーは夏の間じゅう続いたが、並行して「アミチ」の参加者たち合同によるアミチ・ツアー2010にも加わる。2010年7月には『Oltre』から2枚目のシングル盤「Un Sogno A Costo Zero」が、ツアー終了後には3枚目のシングル「Sembra Strano」のビデオ・クリップも発表された。
同じ2010年の夏、ヴェニス・ミュージック・アワードにてこの年の最優秀女性歌手に選出された。

### ソロ2作目『A me piace così』、サンレモ音楽祭2011での準優勝
2010年9月24日にシングル盤「Con le nuvole」、同年10月19日にアルバム『A me piace così』を発売し、後者はイタリア音楽産業協会のヒットチャートで初週2位の順位をつけ、またスイスでも最高50位を記録した。11月19日、このアルバムから2枚目のシングル・カット「Cullami」が発売された。
2010年11月30日、『A me piace così』に『Oltre』の収録曲、更に「L'Amore Che Ho」と「(Sittin' On) The Dock of the Bay」（クレイグ・デイヴィッドとのデュエット）の2曲を収録したスペシャル盤を発売した。
2011年のサンレモ音楽祭にモダーとの共演曲「Arriverà」で参加し、ロベルト・ヴェッキオーニに次ぐ2位となった。音楽祭への出場に関連して、『A me piace così』に出場曲「Arriverà」、更に「Io son per te l'amore」、「Per sempre」の2曲を収録した「サンレモ盤」が発売された。
同じく2011年2月にはTRL賞のタレント番組最優秀アーティストにノミネートされ、楽曲「Arriverà」はイタリアのディジタル・ダウンロード・チャートで首位となった。4月15日には新たにシングル「Io son per te l'amore」が発表された。またこの春に行われたテイラー・スウィフトのイタリア・ツアー・コンサートの前座を務めた。2011年5月29日には、競技場スタディオ・オリンピコ・ディ・ローマにてコッパ・イタリアシーズン2010-2011の決勝戦の開会で国歌「マメーリの賛歌」を歌った。
2011年の夏は2回目のツアーとなる「A me piace cosi Tour 2011」の他、ヴァスコ・ロッシのコンサートの前座を2回、ジャンナ・ナンニーニのコンサートの前座を3回務めた。アルバム『A me piace cosi』およびモダーとの共演曲「Arriverà」はウィンド・ミュージック・アワードを受賞する。7月にはジョルジオ・ガベールを記念する音楽祭に参加し、「Io non mi sento italiano」および「La libertà」の2曲を歌う。
アルバム『A me piace cosi』は2011年9月にダブル・プラチナ盤に、Arriveràはマルチ・プラチナ盤に認定される。

### 『Sarò libera』、サンレモ音楽祭での優勝

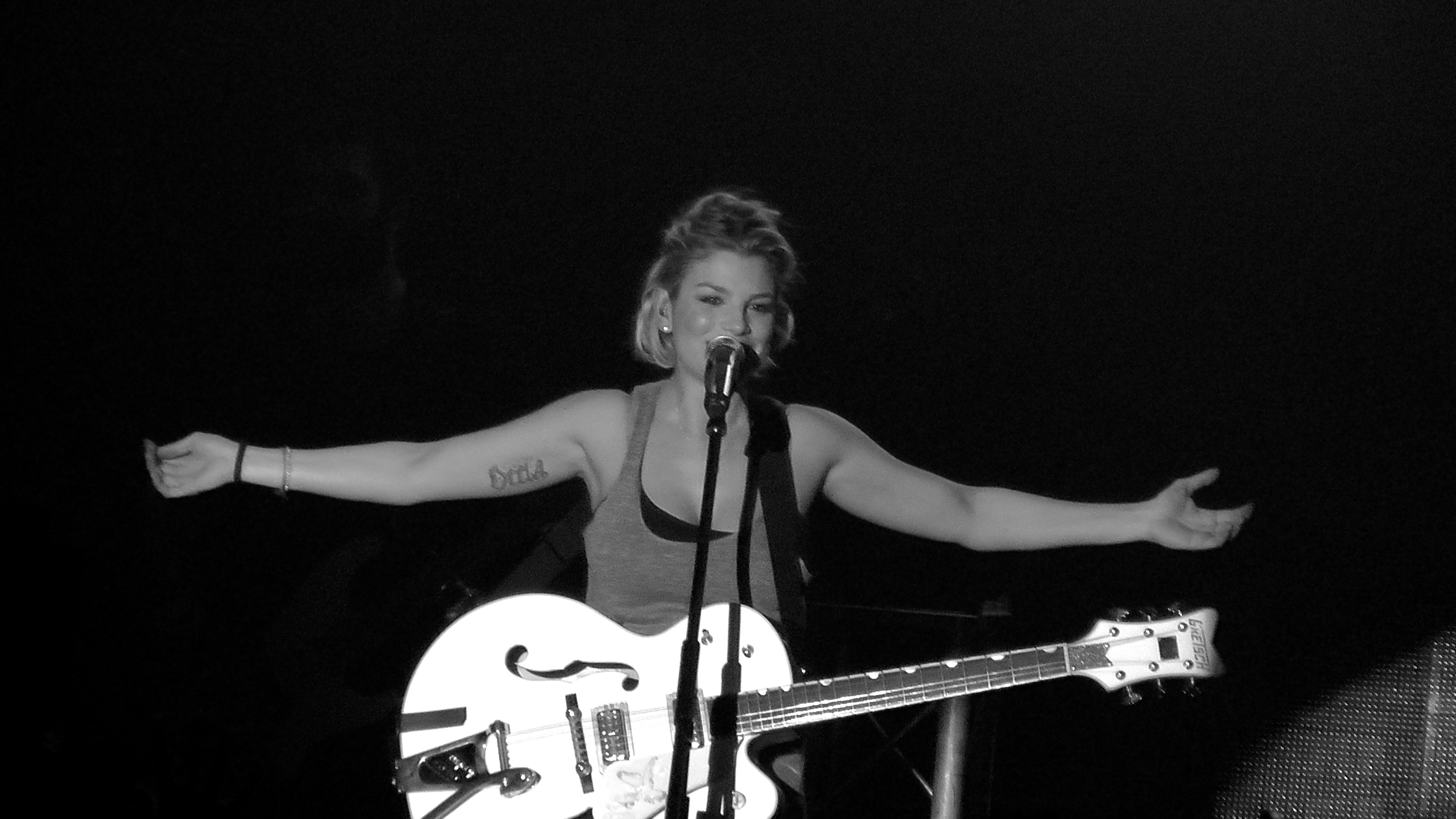
2012年、フィレンツェでのコンサート。グレッチ・ホワイト・ファルコンとともに

2011年9月20日、3枚目のソロ・アルバム『Sarò libera』が発表される。先立つ9月2日には同タイトルのシングルも発表された。このシングル曲はディジタル・ダウンロードにおいてゴールド盤に認定され、またアルバムはイタリア音楽産業協会のチャートで首位スタートとなり、後にダブル・プラチナ盤に認定される。2011年10月28日、このアルバムからの2枚目のシングル・カットとして「Tra Passione e lacrime」が発売された。2012年1月は映画『Benvenuti al Nord』の製作に携わり、映像の終わりにカメオ出演し「Nel blu dipinto di blu」を歌う。
2012年1月15日、サンレモ音楽祭2012に楽曲「Non è l'inferno」で出場することを明らかにし、『Sarò libera』の「サンレモ版」が発売された。音楽祭3日目の夜にはゲイリー・ゴーとのデュエットで「If Paradise Is Half as Nice」を、4日目の夜にはアレッサンドラ・アモローゾとのデュエットで「Non è l'inferno」を歌う。2012年2月19日、第62回サンレモ音楽祭の大賞受賞者に選出された。楽曲「Non è l'inferno」はディジタル・ダウンロード・チャートで初登場首位となり、マルチ・プラチナ版に認定された。またこの曲はスイスのチャートでも19位となり、3週間に渡ってスイスのヒットチャート上に留まった。アルバム『Sarò libera』もスイスのヒットチャートで43位につけ、8週間に渡ってヒットチャート上に留まった。同年2月にはキッズ・チョイス・アワードの最優秀イタリア人歌手部門にノミネートされた。
2012年3月31日、タレント番組「アミチ・ディ・マリア・デ・フィリッピ」に「ビッグ」部門で再登場するが、アレッサンドラ・アモローゾに敗れる。このときアモローゾは賞を2人で分け、アレーナ・ディ・ヴェローナで無料コンサートをしたいと話した。2人の共演による無料コンサートは9月に実現した。番組中でエンマ・マッローネがアントニーノのために製作した楽曲「Resta ancora un pò」はディジタル・ダウンロード・チャートで6位となった。また同時期にTRL賞の「Best Fan」および「Italian Do It Better」部門にノミネートされ、後者の部門で受賞を果たした。
2012年4月27日、アルバムからの4枚目のシングル曲「cercavo amore」が発売された。同曲はイタリアのディジタル・ダウンロード・チャートで2週連続の首位となり、後にプラチナ版に認定される。またスイスのヒットチャートでも68位となった。
2012年7月10日アレックス・ガウディーノとジェイソン・ルーニー（Jason Rooney）による、「Cercavo amore」の公式リミックスが発売され、同曲は『Just Dance 4』にも収録された。
2012年7月2日、ウィンド・ミュージック・アワードにおいてアルバム『Sarò libera』が受賞作品に選出された。この音楽祭では「Cercavo amore」の他、ピーノ・ダニエーレとのデュエットで「Io per lei」および「Quando」を歌った。
同じく7月には3度目のツアー「Sarò libera」を開始した。ツアーは12月まで続き、チケットの販売総数は16万枚に及びほぼすべてのコンサートで売り切れとなった。3月に「アミチ・ディ・マリア・デ・フィリッピ」で競いあったアレッサンドラ・アモローゾとの共演によるアレーナ・ディ・ヴェローナでのコンサートは9月5日に行われ、翌日カナーレ5で放映された。
2012年9月17日にはアルバム『Sarò libera』からの5枚目のシングル・カット「Maledetto quel giorno」が発売された。
2012年10月8日、イギリスのロンドンにて「Puglia Sounds in London」と題するコンサートを行った。このコンサートはイタリアのプッリャ州の音楽をイギリスに紹介する趣旨で、ココ・クラブにて行われた。2012年11月6日、ジョルジオ・ガベールを記念する3枚組のアルバムが発売され、エンマが歌う「La libertà」が収録された。11月11日、コリエーレ・デラ・セラのウェブサイト上に、『Sarò libera』収録曲「Non sono solo te」のプレビュー・ビデオが掲載された。ビデオはエンマ本人の製作によるものである。

### 3枚目のアルバム『Schiena』
2013年2月、キッズ・チョイス・アワードの最優秀イタリア人歌手部門に前年に引き続きノミネートされた。2月15日、サンレモ音楽祭の4日目の晩、アンナリーザとのデュエットでアリーチェ・ヴィスコンティの「Per Elisa」を歌う。2月16日、「アミチ・ディ・マリア・デ・フィリッピ」の芸術監督に選出される。2013年4月9日、ユニバーサルミュージックの下で3枚目のソロ・アルバム『Schiena』が発売され、イタリア音楽産業協会チャートの首位となり後にプラチナ盤に認定される

### ユーロビジョン・ソング・コンテスト
2014年1月21日、イタリア放送協会はエンマ・マッローネをユーロビジョン・ソング・コンテスト2014のイタリア代表に選出したと発表した。1月24日、代表曲が「La mia città」であることが明らかにされる。

## 特徴
イタリアのポップス、ロック歌手であるエンマ・マッローネの特徴としては、力強いヴォーカル、ハスキーボイスが挙げられる。幼い頃より音楽に親しみ、影響を受けたアーティストとしてエンマはジャンナ・ナンニーニの他、ミーナ・マッツィーニやロレダーナ・ベルテなどの名を挙げている。音楽評論家のマリオ・ルッツァット・フェジズはその声を高く評価している。
ピアニストのナッツァレーノ・カルージは、印象的でワイルドな魅力があり才能を感じるが、声を張りすぎるあまり声を失ってしまうことのないよう更に歌唱について深く学ぶべきだと語る。歌手のロベルト・ヴェッキオーニはエンマの表現力を高く評価し、現時点で最良の歌手の一人と評した。

## 慈善事業
歌手としてのキャリアの初期の頃から社会貢献や各種の慈善事業に参画してきた。2011年2月には女性の権利擁護を目的とした「Se non ora quando」と題する活動に関わる。この活動には2012年にも再び加わっている。各種のインタビューの中で、幼少期より多数の社会貢献活動に参加してきたと話している。2011年3月に行われたGioiaのインタビューの中で、2009年のM.J.U.R.のミニツアーの直前の頃、子宮にガンが見つかったことを明かした。この時はローマで7時間に及ぶ緊急手術を受け子宮を失わずに住んだ。その後若年層のガンに対する意識啓発のためのキャンペーンを発足させた。2011年5月にイタリア癌研究協会より、ガン対策への貢献を認められ表彰を受けた。同じく2011年に国立癌協会による癌予防キャンペーンに協力した。
2011年9月、イタリアにおける学年度の始まりを告げる式典であるトゥッティ・ア・スクオーラに参加した。この式典はイタリア共和国大統領ジョルジョ・ナポリターノや大学研究・教育大臣フランチェスコ・プロフーモも参加し、イタリア放送協会によって放送された。また、シチリア島で長年問題となっている不法移民の問題に関する関心を高めるためにクラウディオ・バリオーニによって創設されて以降毎年開催されているコンサート「オ・シア」に参加した。2011年のA me piace cosìツアーの頃、原子力に関する国民投票が行われたが、その際には原子力に反対の立場を表明し「Stop Nuclear」と書かれたTシャツを作成した。
2012年、靴のブランド「Ishikawa」を立ち上げて300足の靴を販売し、その売上げの全額を病気の子どもたちのための社会貢献非営利法人「ピーター・パン」に寄付した。2012年5月27日、薬物政策局、国際協力・統合担当大臣、首相府による薬物乱用に対するキャンペーンに協力した。2012年7月11日、筋萎縮性側索硬化症（SLA）対策の研究促進のために「SLAncio di vita」と題するチャリティ・コンサートを実施した。同年夏にはラストラ・ア・シーニャの市民運動「Protezione Civile della Misericordia」に賛同し、同地で7月21日に開催したコンサートの収益を寄付した。

### 私生活
エンマ・マッローネはフィレンツェに生まれ、アラデーオにて育つ。その後はローマ近郊のフラスカーティに居住している。「アミチ・ディ・マリア・デ・フィリッピ」に参加したダンサーのステファーノ・デ・マルティーノ（Stefano De Martino）と2009年末ごろから交際を始めたが、ステファーノは別の「アミチ」参加ダンサーと浮気をしエンマとは別れる。その後2011年3月に復縁したものの2012年4月にステファーノがベレン・ロドリゲスと浮気をしたため再び別れる。

## ディスコグラフィー

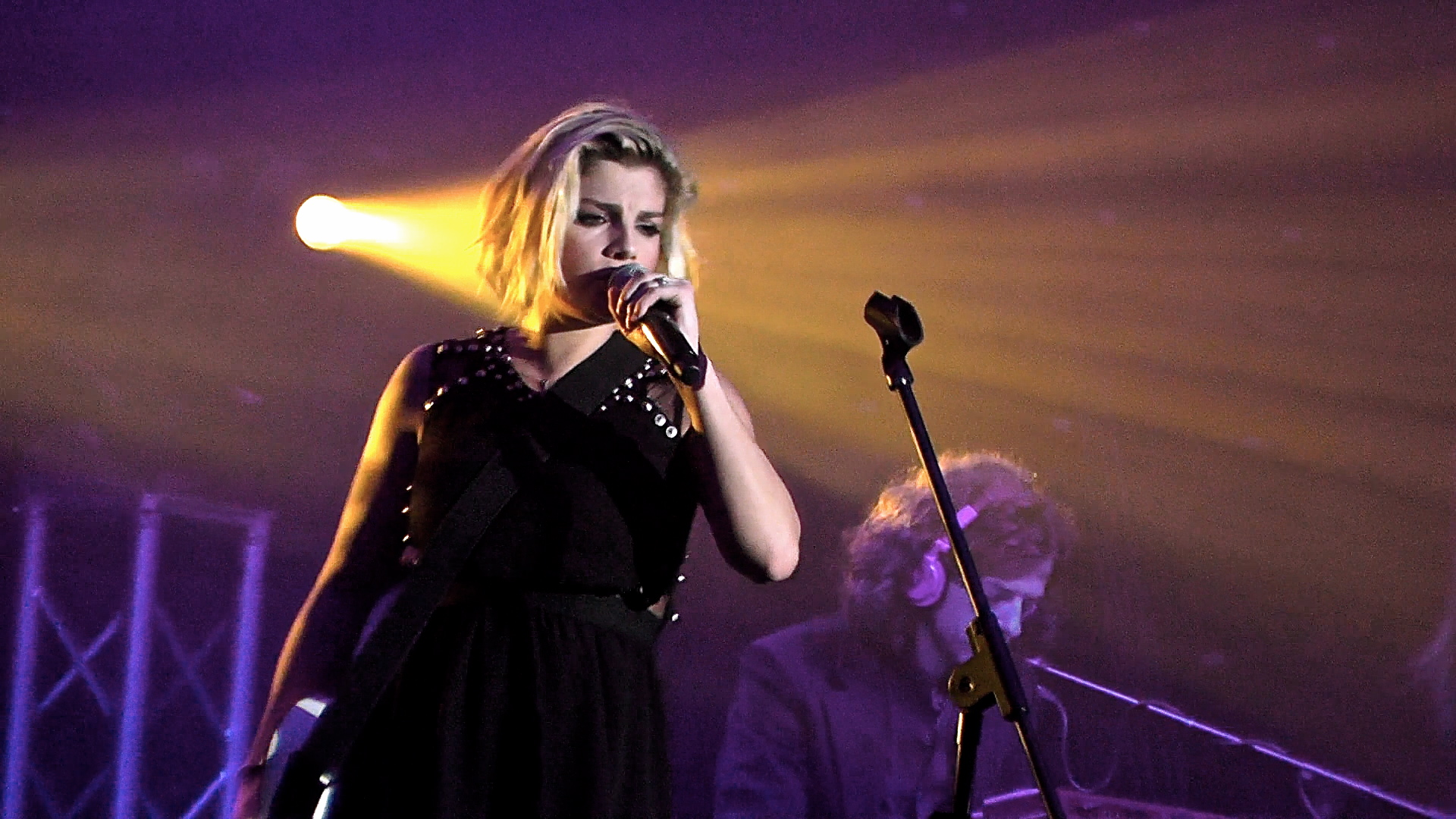
2012年、ボローニャのパラドッツァでのコンサート

### アルバム
| 年   | 題              | 順位 | 順位 | 認定       |
| 年   | 題              | IT   | SWI  | 認定       |
| ---- | --------------- | ---- | ---- | ---------- |
| 2010 | Oltre (EP)      | 1    | 85   | 3xPlatinum |
| 2010 | A me piace così | 2    | 50   | 2XPlatinum |
| 2011 | Sarò libera     | 1    | 43   | 3XPlatinum |
| 2013 | Schiena         | 1    | 25   | 3XPlatinum |
| 2015 | Adesso          | 1    | 23   | 2XPlatinum |
| 2018 | Essere qui      | 1    | 16   | Gold       |

## 受賞歴
| 年     | 賞                                        | 部門                        | 対象            | 結果       |
| ------ | ----------------------------------------- | --------------------------- | --------------- | ---------- |
| 2003年 | Superstar Tour                            | Talent Show                 |                 | 受賞       |
| 2010年 | アミチ・ディ・マリア・デ・フィリッピ      | Talent Show                 |                 | 受賞       |
| 2010年 | Venice Music Awards                       | Best Female Voice           |                 | 受賞       |
| 2010年 | ウィンド・ミュージック・アワード          | 2x Platinum EP              | Oltre           | 受賞       |
| 2011年 | TRL賞                                     | Best Talent Show Artist     |                 | ノミネート |
| 2011年 | ウィンド・ミュージック・アワード          | Platinum album              | A me piace così | 受賞       |
| 2011年 | ウィンド・ミュージック・アワード          | Platinum single             | Arriverà        | 受賞       |
| 2011年 | iTunes Rewind 2011                        | New artist of the year 2011 |                 | 受賞       |
| 2012年 | サンレモ音楽祭2012                        | Artists                     | Non è l'inferno | 受賞       |
| 2012年 | キッズ・チョイス・アワード                | Best Italian singer         |                 | ノミネート |
| 2012年 | ウィンド・ミュージック・アワード          | Platinum album              | Sarò libera     | 受賞       |
| 2012年 | TRL賞                                     | Italians do it better       |                 | 受賞       |
| 2013年 | Kid's Choice Awards                       | Best Italian singer         |                 | ノミネート |
| 2013年 | MTVヨーロッパ・ミュージック・アワード2013 | Best Italian Act            |                 | ノミネート |